# Olympische Sommerspiele 2008/Teilnehmer (Großbritannien)
| Gelbes Symbol für Goldmedaillen mit stilisierten Olympischen Ringen | Graues Symbol für Silbermedaillen mit stilisierten Olympischen Ringen | Braundes Symbol für Bronzemedaillen mit stilisierten Olympischen Ringen |
| ------------------------------------------------------------------- | --------------------------------------------------------------------- | ----------------------------------------------------------------------- |
| 19                                                                  | 13                                                                    | 15                                                                      |

Das Vereinigte Königreich nahm 2008 zum 26. Mal an Olympischen Sommerspielen teil. Für die Olympischen Sommerspiele in Peking benannte die British Olympic Association 313 Athleten, davon 168 Männer und 143 Frauen. Diese nahmen in 20 Sportarten teil. Fahnenträger bei der Eröffnungsfeier war der Schwimmer Mark Foster.

## Medaillengewinner
Die britische Medaillenbilanz war die beste seit den Spielen 1908 in London, erfolgreichster britischer Sportler war der Bahnradfahrer Chris Hoy mit drei Goldmedaillen.
| Medaillen nach Sportarten | Medaillen nach Sportarten | Medaillen nach Sportarten | Medaillen nach Sportarten | Medaillen nach Sportarten |
| Sportart                  |                           |                           |                           | Total                     |
| ------------------------- | ------------------------- | ------------------------- | ------------------------- | ------------------------- |
| Boxen                     | 1                         | –                         | 2                         | 3                         |
| Kanu                      | 1                         | 1                         | 1                         | 3                         |
| Leichtathletik            | 1                         | 2                         | 1                         | 4                         |
| Mod. Fünfkampf            | –                         | 1                         | –                         | 1                         |
| Radsport                  | 8                         | 4                         | 2                         | 14                        |
| Reiten                    | –                         | –                         | 2                         | 2                         |
| Rudern                    | 2                         | 2                         | 2                         | 6                         |
| Schwimmen                 | 2                         | 2                         | 2                         | 6                         |
| Segeln                    | 4                         | 1                         | 1                         | 6                         |
| Taekwondo                 | –                         | –                         | 1                         | 1                         |
| Turnen                    | –                         | –                         | 1                         | 1                         |

| Goldmedaillen (19)                      | Goldmedaillen (19)                                         | Goldmedaillen (19) |
| Disziplin                               | Sportler                                                   |                    |
| --------------------------------------- | ---------------------------------------------------------- | ------------------ |
| Boxen, Mittelgewicht (M)                | James DeGale                                               |                    |
| Kanu, Einer-Kajak 1000 m (M)            | Tim Brabants                                               |                    |
| Leichtathletik, 800 m (F)               | Christine Ohuruogu                                         |                    |
| Radsport, Einerverfolgung (F)           | Rebecca Romero                                             |                    |
| Radsport, Einerverfolgung (M)           | Bradley Wiggins                                            |                    |
| Radsport, Keirin (M)                    | Chris Hoy                                                  |                    |
| Radsport, Mannschaftsverfolgung (M)     | Ed Clancy, Paul Manning, Geraint Thomas, Bradley Wiggins   |                    |
| Radsport, Sprint (F)                    | Victoria Pendleton                                         |                    |
| Radsport, Sprint (M)                    | Chris Hoy                                                  |                    |
| Radsport, Straßenrennen (F)             | Nicole Cooke                                               |                    |
| Radsport, Teamsprint (M)                | Chris Hoy, Jason Kenny, Jamie Staff                        |                    |
| Rudern, Leichtgewichts-Doppelzweier (M) | Mark Hunter, Zac Purchase                                  |                    |
| Rudern, Vierer ohne Steuermann (M)      | Tom James, Peter Reed, Andrew Triggs Hodge, Steve Williams |                    |
| Segeln, Finn-Dinghy (M)                 | Ben Ainslie                                                |                    |
| Segeln, Laser (M)                       | Paul Goodison                                              |                    |
| Segeln, Star (M)                        | Iain Percy, Andrew Simpson                                 |                    |
| Segeln, Yngling (F)                     | Sarah Ayton, Sarah Webb, Philippa Wilson                   |                    |
| Schwimmen, 400 m Freistil (F)           | Rebecca Adlington                                          |                    |
| Schwimmen, 800 m Freistil (F)           | Rebecca Adlington                                          |                    |

| Silbermedaillen (13)           | Silbermedaillen (13) | Silbermedaillen (13) |
| Disziplin                      | Sportler |                      |
| ------------------------------ | --- | -------------------- |
| Leichtathletik, Dreisprung (M) | Phillips Idowu |                      |
| Leichtathletik, Hochsprung (M) | Germaine Mason |                      |
| Moderner Fünfkampf (F)         | Heather Fell |                      |
| Kanuslalom, Einer-Kanadier (M) | David Florence |                      |
| Radsport, Einerverfolgung (F)  | Wendy Houvenaghel |                      |
| Radsport, Keirin (M)           | Ross Edgar |                      |
| Radsport, Sprint (M)           | Jason Kenny |                      |
| Radsport, Zeitfahren (F)       | Emma Pooley |                      |
| Rudern, Doppelvierer (F)       | Debbie Flood, Katherine Grainger, Frances Houghton, Annie Vernon                                                                         |                      |
| Rudern, Achter (M)             | Richard Egington, Alastair Heathcote, Matthew Langridge, Tom Lucy, Acer Nethercott, Alex Partridge, Colin Smith, Tom Stallard, Josh West |                      |
| Schwimmen, 10 km Marathon (F)  | Keri-Anne Payne |                      |
| Schwimmen, 10 km Marathon (M)  | David Davies |                      |
| Segeln, 470er (M)              | Joe Glanfield, Nick Rogers |                      |

| Bronzemedaillen (15)              | Bronzemedaillen (15)                                            | Bronzemedaillen (15) |
| Disziplin                         | Sportler                                                        |                      |
| --------------------------------- | --------------------------------------------------------------- | -------------------- |
| Boxen, Halbschwergewicht (M)      | Tony Jeffries                                                   |                      |
| Boxen, Superschwergewicht (M)     | David Price                                                     |                      |
| Kanu, Einer-Kajak 500 m (M)       | Tim Brabants                                                    |                      |
| Leichtathletik, 100 m Hürden (F)  | Tasha Danvers                                                   |                      |
| Radsport, Einerverfolgung (M)     | Steven Burke                                                    |                      |
| Radsport, Punktefahren (M)        | Chris Newton                                                    |                      |
| Reiten, Vielseitigkeit Einzel     | Tina Cook                                                       |                      |
| Reiten, Vielseitigkeit Mannschaft | Tina Cook, Daisy Dick, William Fox-Pitt, Sharon Hunt, Mary King |                      |
| Rudern, Doppelzweier (F)          | Anna Bebington, Elise Laverick                                  |                      |
| Rudern, Doppelzweier (M)          | Stephen Rowbotham, Matthew Wells                                |                      |
| Schwimmen, 400 m Freistil (F)     | Joanne Jackson                                                  |                      |
| Schwimmen, 10 km Marathon (F)     | Cassie Patten                                                   |                      |
| Segeln, Windsurfen (F)            | Bryony Shaw                                                     |                      |
| Kanu, Einer-Kajak 500 m (M)       | Tim Brabants                                                    |                      |
| Taekwondo, Klasse über 67 kg (F)  | Sarah Stevenson                                                 |                      |

## Teilnehmer nach Sportarten

### Badminton
Frauen:
- Gail Emms (Doppel, Mixed)
- Tracey Hallam (Einzel)
- Donna Kellogg (Doppel, Mixed)

Männer:
- Anthony Clark (Mixed)
- Nathan Robertson (Mixed)
- Andrew Smith (Einzel)

### Bogenschießen
Frauen:
- Charlotte Burgess (Einzel, Mannschaft)
- Naomi Folkard (Einzel, Mannschaft)
- Alison Williamson (Einzel, Mannschaft)

Männer:
- Larry Godfrey (Einzel, Mannschaft)
- Simon Terry (Einzel, Mannschaft)
- Alan Wills (Einzel, Mannschaft)

### Boxen
- James DeGale (Mittelgewicht )
- Tony Jeffries (Halbschwergewicht )
- Joe Murray (Bantamgewicht)
- David Price (Superschwergewicht )
- Billy Joe Saunders (Weltergewicht)
- Bradley Saunders (Halbweltergewicht)
- Khalid Saeed Yafai (Fliegengewicht)

### Fechten
Frauen:
- Martina Emanuel (Florett)

Männer:
- Richard Kruse (Florett)
- Alex O’Connell (Säbel)

### Gewichtheben
Frauen:
- Michaela Breeze (Frauen, Klasse bis 63 kg)

### Judo
Frauen:
- Karina Bryant (Schwergewicht)
- Sarah Clark (Halbmittelgewicht)
- Michelle Rogers (Halbschwergewicht)

Männer:
- Euan Burton (Halbmittelgewicht)
- Peter Cousins (Halbschwergewicht)
- Craig Fallon (Superleichtgewicht)
- Winston Gordon (Mittelgewicht)

### Hockey

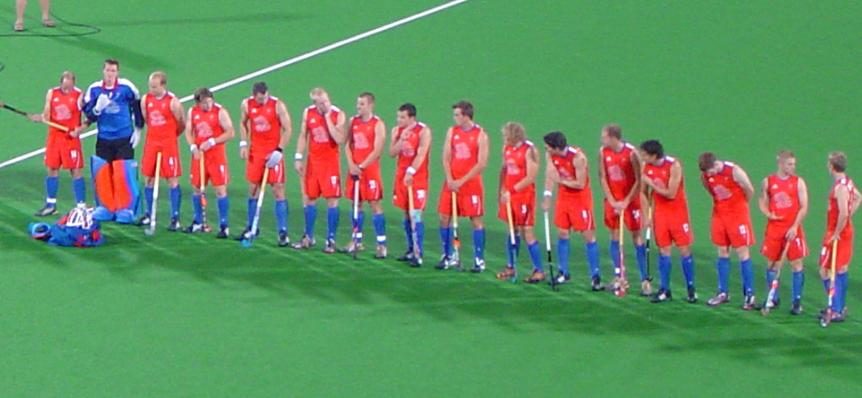
Die britische Hockey-Olympiaauswahl der Herren 2008

| Männer: - Richard Alexander - Jonathan Bleby - Jonty Clarke - Matthew Daly - Stephen Dick - Ben Hawes - Ashley Jackson - Glenn Kirkham - Richard Mantell - Simon Mantell - Benjamin Marsden - Alistair McGregor - Barry Middleton - Rob Moore - James Tindall - Alastair Wilson | Frauen: - Jennie Bimson - Melanie Clewlow - Charlotte Craddock - Crista Cullen - Alexandra Danson - Joanne Ellis - Catherine Ellis - Anne Panter - Helen Richardson - Chloe Rogers - Elizabeth Storry - Sarah Thomas - Rachel Walker - Kate Richardson-Walsh - Lisa Wooding - Lucilla Wright |

### Kanu

#### Kanurennsport
Frauen:
- Anna Hemmings (Zweier-Kajak 500 m)
- Jessica Walker (Zweier-Kajak 500 m)
- Lucy Wainwright (Einer-Kajak 500 m)

Männer:
- Tim Brabants (Einer-Kajak 1000 m , Einer-Kajak 500 m )

#### Kanuslalom
Frauen:
- Fiona Pennie (Einer-Kajak)

Männer:
- David Florence (Kanuslalom Einer-Canadier )
- Campbell Walsh (Kanuslalom Einer-Kajak)

### Leichtathletik
Männer:
| - Tyrone Edgar (100 m, 4 × 100 m) - Craig Pickering (100 m, 4 × 100 m) - Simeon Williamson (100 m, 4 × 100 m) - Marlon Devonish (200 m, 4 × 100 m) - Christian Malcolm (200 m) - Martyn Rooney (400 m, 4 × 400 m) - Andrew Steele (400 m, 4 × 400 m) - Michael Rimmer (800 m) - Andrew Baddeley (1500 m) - Thomas Lancashire (1500 m) - Mo Farah (5000 m) - Dan Robinson (Marathon) - Allan Scott (110 m Hürden) - Andrew Turner (110 m Hürden) - Andrew Lemoncello (3000 m Hindernis) - Michael Bingham (4 × 400 m) - Rob Tobin (4 × 400 m) | - Martyn Bernard (Hochsprung) - Germaine Mason (Hochsprung ) - Tom Parsons (Hochsprung) - Steven Lewis (Stabhochsprung) - Greg Rutherford (Weitsprung) - Christopher Tomlinson (Weitsprung) - Onochie Achike (Dreisprung) - Nathan Douglas (Dreisprung) - Phillips Idowu (Dreisprung ) - Daniel Awde (Zehnkampf) |

Frauen:
| - Montell Douglas (100 m, 4 × 100 m) - Jeanette Kwakye (100 m, 4 × 100 m) - Laura Turner (100 m) - Emily Freeman (200 m, 4 × 100 m) - Lee McConnell (400 m) - Christine Ohuruogu (400 m , 4 × 400 m) - Nicola Sanders (400 m, 4 × 400 m) - Jennifer Meadows (800 m) - Marilyn Okoro (800 m, 4 × 400 m) - Jemma Simpson (800 m) - Lisa Dobriskey (1500 m) - Susan Scott (1500 m) - Stephanie Twell (1500 m) - Joanne Pavey (10.000 m) - Kate Reed (10.000 m) - Paula Radcliffe (Marathon) - Mara Yamauchi (Marathon) - Liz Yelling (Marathon) - Johanna Jackson (20 km Gehen) - Sarah Claxton (100 m Hürden) - Tasha Danvers (400 m Hürden ) - Helen Clitheroe (3000 m Hindernis) - Barbara Parker (3000 m Hindernis) - Emma Ania (4 × 100 m) | - Kate Dennison (Stabhochsprung) - Jade Johnson (Weitsprung) - Philippa Roles (Diskuswurf) - Zoe Derham (Hammerwurf) - Goldie Sayers (Speerwurf) - Julie Hollman (Siebenkampf) - Kelly Sotherton (Siebenkampf, 4 × 400 m) |

### Moderner Fünfkampf
Frauen:
- Heather Fell
- Katy Livingston

Männer:
- Sam Weale
- Nick Woodbridge

### Radsport

#### Bahn
Frauen:
- Wendy Houvenaghel (Einerverfolgung )
- Victoria Pendleton (Sprint )
- Rebecca Romero (Einerverfolgung )

Männer:
- Steven Burke (Einerverfolgung )
- Mark Cavendish (Madison)
- Ed Clancy (Mannschaftsverfolgung )
- Ross Edgar (Keirin )
- Chris Hoy (Keirin , Sprint , Teamsprint )
- Jason Kenny (Sprint , Teamsprint )
- Paul Manning (Mannschaftsverfolgung )
- Chris Newton (Punktefahren )
- Jamie Staff (Teamsprint )
- Geraint Thomas (Mannschaftsverfolgung )
- Bradley Wiggins (Einerverfolgung , Mannschaftsverfolgung )

#### BMX
Frauen:
- Shanaze Reade

Männer:
- Liam Phillips

#### Mountainbike
Männer:
- Oli Beckingsale
- Liam Killeen

#### Straße
Frauen:
- Nicole Cooke (Straßenrennen , Zeitfahren)
- Sharon Laws (Straßenrennen)
- Emma Pooley (Straßenrennen, Zeitfahren )

Männer:
- Jonathan Bellis (Straßenrennen)
- Steve Cummings (Straßenrennen, Zeitfahren)
- Roger Hammond (Straßenrennen)
- Ben Swift (Straßenrennen)

### Reiten
Dressur:
- Laura Bechtolsheimer
- Jane Gregory
- Emma Hindle

Springreiten:
- Ben Maher
- Tim Stockdale
- John Whitaker
- Michael Whitaker

Vielseitigkeit:
- Tina Cook (Einzel , Mannschaft )
- Daisy Dick (Einzel, Mannschaft )
- William Fox-Pitt (Einzel, Mannschaft )
- Sharon Hunt (Einzel, Mannschaft )
- Mary King (Einzel, Mannschaft )

### Rudern
Frauen:
| - Carla Ashford (Achter) - Anna Bebington (Doppelzweier ) - Helen Casey (Leichtgewichts-Doppelzweier) - Jess Eddie (Achter) - Deborah Flood (Doppelvierer ) - Alice Freeman (Achter) - Hester Goodsell (Leichtgewichts-Doppelvierer) - Katherine Grainger (Doppelvierer ) - Catherine Greves (Achter) - Frances Houghton (Doppelvierer ) - Natasha Howard (Achter) | - Alison Knowles (Achter) - Elise Laverick (Doppelzweier ) - Caroline O’Connor (Achter) - Natasha Page (Achter) - Alex Partridge (Achter) - Louisa Reeve (Zweier ohne Steuerfrau) - Beth Rodford (Achter) - Annie Vernon (Doppelvierer ) - Olivia Whitlam (Zweier ohne Steuerfrau) - Sarah Winckless (Achter) |

Männer:
| - Alan Campbell (Einer) - Robin Bourne-Taylor (Zweier ohne Steuermann) - Richard Chambers (Leichtgewichts-Doppelvierer) - James Clarke (Leichtgewichts-Doppelvierer) - Richard Egington (Achter ) - Alastair Heathcote (Achter ) - Mark Hunter (Leichtgewichts-Doppelzweier ) - Tom James (Vierer ohne Steuermann ) - Matthew Langridge (Achter ) - James Lindsay-Fynn (Leichtgewichts-Doppelvierer) - Tom Lucy (Achter ) - Paul Mattick (Leichtgewichts-Doppelvierer) | - Acer Nethercott (Achter ) - Alex Partridge (Achter ) - Zac Purchase (Leichtgewichts-Doppelzweier ) - Peter Reed (Vierer ohne Steuermann ) - Stephen Rowbotham (Doppelzweier ) - Colin Smith (Achter ) - Tom Solesbury (Zweier ohne Steuermann) - Tom Stallard (Achter ) - Andrew Triggs Hodge (Vierer ohne Steuermann ) - Matthew Wells (Doppelzweier ) - Josh West (Achter ) - Steve Williams (Vierer ohne Steuermann ) |

### Schießen
Frauen:
- Charlotte Kerwood (Trap)
- Elena Little (Skeet)

Männer:
- Jon Hammond (Gewehr)
- Richard Faulds (Doppeltrap)
- Steve Scott (Skeet)

### Schwimmen
Frauen:
- Rebecca Adlington (400 m Freistil , 800 m Freistil , 4 × 200 m Freistil)
- Kirsty Balfour (100 + 200 m Brust)
- Julia Beckett (4 × 100 m Freistil)
- Ellen Gandy (200 m Schmetterling)
- Francesca Halsall (50 + 100 m Freistil, 100 m Schmetterling, 4 × 100 m Freistil, 4 × 200 m Freistil, 4 × 100 m Lagen)
- Kate Haywood (100 m Brust, 4 × 100 m Lagen)
- Joanne Jackson (200 m Freistil, 400 m Freistil , 4 × 200 m Freistil)
- Jemma Lowe (100 + 200 m Schmetterling, 4 × 100 m Lagen)
- Melanie Marshall (4 × 100 m Freistil, 4 × 200 m Freistil)
- Caitlin McClatchey (100 + 200 m Freistil, 4 × 100 m Freistil, 4 × 200 m Freistil)
- Hannah Miley (200 + 400 m Lagen, 4 × 200 m Freistil)
- Cassie Patten (800 m Freistil, 10 km Marathon )
- Keri-Anne Payne (200 + 400 m Lagen, 10 km Marathon )
- Elizabeth Simmonds (100 + 200 m Rücken)
- Gemma Spofforth (100 + 200 m Rücken, 4 × 100 m Lagen)
- Jessica Sylvester (4 × 100 m Freistil)

Männer:
- Adam Brown (4 × 100 m Freistil)
- Simon Burnett (4 × 100 m Freistil, 4 × 100 m Lagen)
- David Carry (400 m Freistil, 4 × 200 m Freistil)
- Richard Charlesworth (1500 m Freistil)
- Christopher Cook (100 m Brust, 4 × 100 m Lagen)
- Todd Cooper (100 m Schmetterling)
- Euan Dale (400 m Lagen)
- Ross Davenport (200 m Freistil, 4 × 100 m Freistil, 4 × 200 m Freistil)
- David Davies (1500 m Freistil, 10 km Marathon )
- Mark Foster (50 m Freistil)
- Kristopher Gilchrist (100 + 200 m Brust)
- James Goddard (200 m Lagen)
- Thomas Haffield (400 m Lagen)
- Ben Hockin (4 × 100 m Freistil, 4 × 200 m Freistil)
- Andrew Hunter (4 × 200 m Freistil)
- James Kirton (200 m Brust)
- Dean Milwain (400 m Freistil)
- Robert Renwick (200 m Freistil, 4 × 200 m Freistil)
- Michael Rock (100 + 200 m Schmetterling, 4 × 100 m Lagen)
- Gregor Tait (100 + 200 m Rücken)
- Liam Tancock (100 m Brust, 200 m Lagen, 4 × 100 m Lagen)

### Segeln
Frauen:
- Sarah Ayton (Yngling )
- Christina Bassadone (470er)
- Penny Clark (Laser)
- Saskia Clark (470er)
- Bryony Shaw (Windsurfen )
- Sarah Webb (Yngling )
- Pippa Wilson (Yngling )

Männer:
- Ben Ainslie (Finn-Dinghy )
- Nick Dempsey (Windsurfen)
- Joe Glanfield (470er )
- Paul Goodison (Laser )
- Will Howden (Tornado)
- Leigh McMillan (Tornado)
- Stevie Morrison (49er)
- Iain Percy (Star )
- Ben Rhodes (49er)
- Nick Rogers (470er )
- Andrew Simpson (Star )

### Synchronschwimmen
- Olivia Allison
- Jenna Randall

### Taekwondo
Frauen:
- Sarah Stevenson (Klasse über 67 kg )

Männer:
- Aaron Cook (Klasse bis 80 kg)
- Michael Harvey (Klasse bis 58 kg)

### Tennis
Männer:
- Andy Murray
- Jamie Murray

### Trampolinturnen
Frauen:
- Claire Wright

### Triathlon
Frauen:
- Hollie Avil
- Helen Tucker

Männer:
- Alistair Brownlee
- Will Clarke
- Tim Don

### Turnen
Frauen:
- Imogen Cairns
- Becky Downie
- Marissa King
- Beth Tweddle
- Hannah Whelan
- Rebecca Wing

Männer:
- Daniel Keatings
- Louis Smith ( Pferd)

### Wasserspringen
Frauen:
- Tonia Couch (Turmspringen, 10-m-Synchronspringen)
- Rebecca Gallantree (Kunstspringen)
- Tandi Gerrard (Turmspringen, 10-m-Synchronspringen)
- Stacie Powell (Turmspringen, 10-m-Synchronspringen)
- Hayley Sage (3-m-Synchronspringen)

Männer:
- Blake Aldridge (10-m-Synchronspringen)
- Tom Daley (Turmspringen, 10-m-Synchronspringen)
- Nick Robinson-Baker (3-m-Synchronspringen)
- Ben Swain (Kunstspringen, 3-m-Synchronspringen)
- Peter Waterfield (Turmspringen)